# 马达纳帕尔莱
马达纳帕尔莱（Madanapalle），是印度安得拉邦Chittoor县的一个城镇。总人口97964（2001年）。

## 人口
该地2001年总人口97964人，其中男性49689人，女性48275人；0—6岁人口11579人，其中男5962人，女5617人；识字率68.19%，其中男性为74.96%，女性为61.22%。